# OGLE-2007-BLG-368L b
OGLE-2007-BLG-368L b est une planète extrasolaire (exoplanète) en orbite autour de l'étoile OGLE-2007-BLG-368L (pt), une naine orange située à une distance d'environ 19 200 années-lumière (5 900 parsecs) du Soleil, dans la constellation zodiacale du Scorpion.

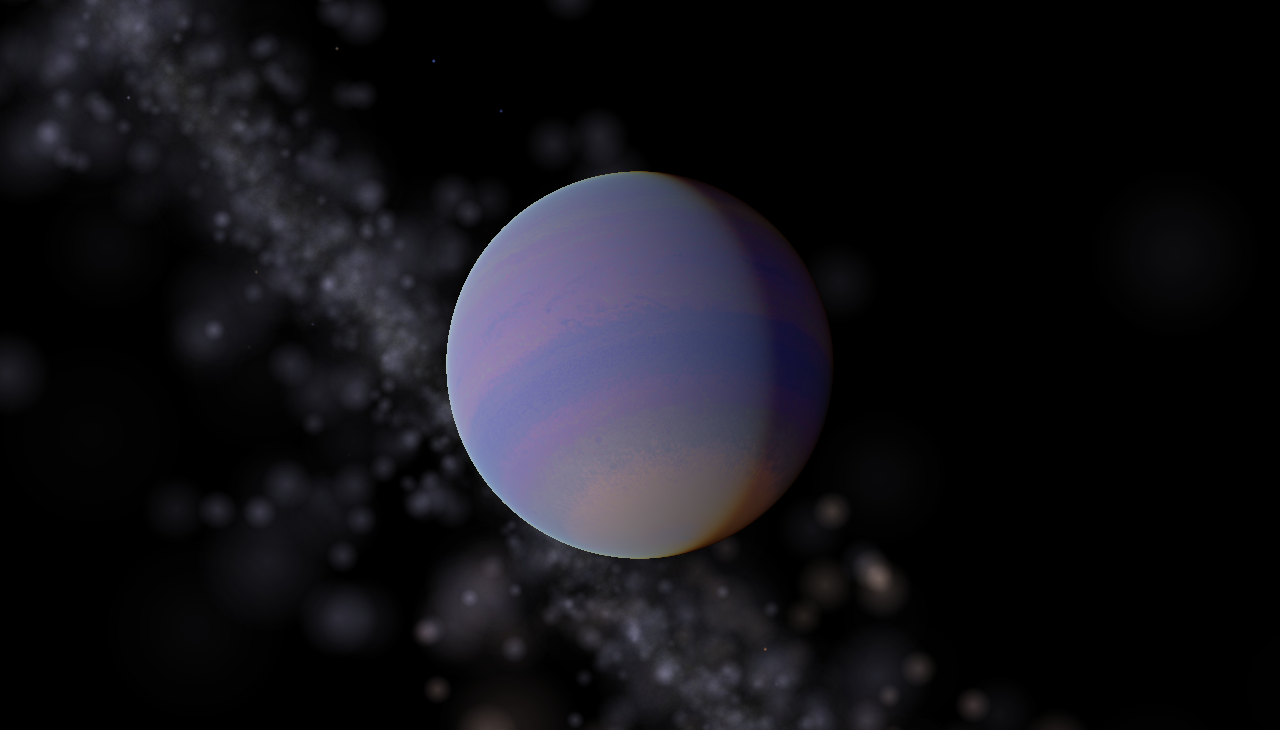
Image d'artiste de OGLE-2007-BLG-368L B.

Elle a été détectée en 2008, lors d'une microlentille gravitationnelle, au Mount John University Observatory (en), en Nouvelle-Zélande.
Elle est le quatrième Neptune froid à avoir été découvert après Uranus, Neptune et OGLE-2005-BLG-169L b.